# シャモキン
シャモキン (シャモーキン、Shamokin [ʃəˈmoʊkɪn]) は、アメリカ合衆国ペンシルベニア州ノーサンバーランド郡にある都市である。2000年現在の人口は8,009人。

## 地理
シャモキンは北緯40度47分21秒、西経76度33分17秒にある。アメリカ国勢調査局によると、シャモキンの総面積は2.1km2で、すべて陸地である。

## 人口
2000年の国勢調査によると、シャモキンの人口は8,009人であり、3,742世帯、2,028家族が居住している。人口密度は1平方キロメートルあたり3,725.7人である。4,674軒の家があり、1平方キロメートルあたり2,174.3軒の家が建っている。町の人種構成は、98.84%が白人、0.12%が黒人ないしアフリカ系アメリカ人、0.10%がアメリカ先住民、0.31%がアジア人、0.01%が太平洋諸島系、0.14%がその他の人種であり、0.47%は混血である。人口の0.65%はラテン系である。
全世帯の24.0%には18歳未満の子供が同居しており、36.4%は夫婦で一緒に生活している。13.0%は夫のいない女性が世帯主であり、45.8%は独身である。全世帯の41.2%は一人暮らしであり、22.6%が65歳以上である。平均世帯人数は2.13人、平均家族人数は2.89人である。
シャモキンの人口は、22.2%が18歳未満、18歳以上24歳以下が7.2%、25歳以上44歳以下が26.2%、45歳以上64歳以下が22.6%、65歳以上が21.9%である。年齢の中央値は41歳である。女性100人に対して男性は86.2人であり、18歳以上の100人の女性に対して男性は80.6人である。
町の1世帯あたりの平均収入は20,173ドルであり、1家族あたりの平均収入は30,038ドルである。男性の平均収入が28,261ドルに対し、女性の平均収入は19,120ドルである。1人あたりの収入は12,354ドルである。人口の24.2%（全家族の19.3%）が極貧層である。18歳以下の住民の34.2%、65歳以上の住民の21.3%は貧しい生活を送っている。